# Schwarzbroich
Schwarzbroich ist ein Ortsteil der Gemeinde Odenthal im Rheinisch-Bergischen Kreis. Südlich grenzt der örtliche Friedhof an.

## Geschichte
Die Ortsbezeichnung Schwarzbroich ist entstanden aus dem Familiennamen „Schwarzbart“, der im „Bruch“ (= Sumpf) wohnte. Um den Hof herum war nichts als Wald. Es handelte sich um ein Lehngut. Verschiedene Erwähnungen reichen bis ins 14. und 15. Jahrhundert.
Die Topographia Ducatus Montani des Erich Philipp Ploennies, Blatt Amt Miselohe, belegt, dass der Wohnplatz 1715 als zwei Höfe kategorisiert wurde und mit Schwarzbruck bezeichnet wurde.
Carl Friedrich von Wiebeking benennt die Hofschaft auf seiner Charte des Herzogthums Berg 1789 als Schwarzenbroich. Aus ihr geht hervor, dass Schwarzbroich zu dieser Zeit Teil von Unterodenthal in der Herrschaft Odenthal war.
Unter der französischen Verwaltung zwischen 1806 und 1813 wurde die Herrschaft aufgelöst. Schwarzbroich wurde politisch der Mairie Odenthal im Kanton Bensberg zugeordnet. 1816 wandelten die Preußen die Mairie zur Bürgermeisterei Odenthal im Kreis Mülheim am Rhein.
Der Ort ist auf der Topographischen Aufnahme der Rheinlande von 1824 und auf der Preußischen Uraufnahme von 1840 als Schwarzbruch verzeichnet. Ab der Preußischen Neuaufnahme von 1892 ist er auf Messtischblättern regelmäßig als Schwarzbroich verzeichnet.
| Jahr | Einwohner | Wohngebäude | Kategorie  |
| ---- | --------- | ----------- | ---------- |
| 1822 | 28        |             | Ackergüter |
| 1830 | 34        |             | Ackergut   |
| 1845 | 42        | 5           | Ackergüter |
| 1871 | 32        | 6           | Hofstelle  |
| 1885 | 35        | 8           | Wohnplatz  |
| 1895 | 39        | 8           | Wohnplatz  |
| 1905 | 33        | 8           | Wohnplatz  |

## Bergbau
Auf der Grube Verzögerung wurde zwischen Schwarzbroich und Küchenberg seit der Mitte des 19. Jahrhunderts Eisenerz gefunden.